# 元志賀町
元志賀町（もとしがちょう）は、愛知県名古屋市北区の地名。現行行政地名は元志賀町1丁目及び元志賀町2丁目。住居表示未実施。

## 地理
名古屋市北区西部に位置する。東は黒川本通、西は金城町、南は敷島町、北は八代町に接する。

## 歴史

### 地名の由来
志賀の名は、水辺の波の「皺（しわ）」に由来すると言う説と、「湿（しる）き陸」の「か」（場所）の略で湿地帯を指す地名であるという説が示されている。

### 沿革
- 1954年（昭和29年）5月1日 - 北区西志賀町字観音前・八幡裏・揚戸・曽根・三ノ藪・石田の各一部により、同区元志賀町として成立する[1]。
- 1978年（昭和53年）11月26日 - 北区西志賀町字観音前65番地から70番地を2丁目に編入する[1]。

## 世帯数と人口
2019年（平成31年）1月1日現在の世帯数と人口は以下の通りである。
| 町丁     | 世帯数  | 人口    |
| -------- | ------- | ------- |
| 元志賀町 | 503世帯 | 1,024人 |

### 人口の変遷
国勢調査による人口の推移
| 2000年（平成12年） | 928人   | [ WEB 6 ] |  |
| 2005年（平成17年） | 1,064人 | [ WEB 7 ] |  |
| 2010年（平成22年） | 1,005人 | [ WEB 8 ] |  |
| 2015年（平成27年） | 963人   | [ WEB 9 ] |  |

## 学区
市立小・中学校に通う場合、学校等は以下の通りとなる。また、公立高等学校に通う場合の学区は以下の通りとなる。
| 番・番地等 | 小学校               | 中学校               | 高等学校 |
| ---------- | -------------------- | -------------------- | -------- |
| 全域       | 名古屋市立金城小学校 | 名古屋市立志賀中学校 | 尾張学区 |

## 施設
- 綿神社[2]
- 曹洞宗霊源寺[2]
- 綿神社遺跡[4]
- 中部電力志賀変電所
- 井上耳鼻咽喉科医院

- 綿神社
- 中部電力志賀変電所
- 井上耳鼻咽喉科医院

## その他

### 日本郵便
- 郵便番号 : 462-0044[WEB 3]（集配局：名古屋北郵便局[WEB 12]）。

### WEB
1. 1 2  “愛知県名古屋市北区の町丁・字一覧”.   人口統計ラボ. 2017年10月7日閲覧。
2. 1 2  “町・丁目(大字)別、年齢(10歳階級)別公簿人口(全市・区別)”.   名古屋市 (2019年1月23日). 2019年1月23日閲覧。
3. 1 2  “郵便番号”.  日本郵便. 2019年1月6日閲覧。
4. ↑  “市外局番の一覧”.   総務省. 2019年1月6日閲覧。
5. ↑  名古屋市役所市民経済局地域振興部住民課町名表示係 (2015年10月21日). “北区の町名一覧”.   名古屋市. 2017年10月7日閲覧。
6. ↑  名古屋市役所総務局企画部統計課統計係 (2005年7月1日). “（刊行物）名古屋の町(大字)・丁目別人口 (平成12年国勢調査) 北区” (xls). 2017年10月8日閲覧。
7. ↑  名古屋市役所総務局企画部統計課統計係 (2007年6月29日). “平成17年国勢調査　名古屋の町(大字)別・年齢別人口 北区” (xls). 2017年10月8日閲覧。
8. ↑  名古屋市役所総務局企画部統計課統計係 (2012年6月29日). “平成22年国勢調査　名古屋の町(大字)別・年齢別人口 北区” (xls). 2017年10月8日閲覧。
9. ↑  名古屋市役所総務局企画部統計課統計係 (2017年7月7日). “平成27年国勢調査　名古屋の町(大字)別・年齢別人口” (xls). 2017年10月8日閲覧。
10. ↑  “市立小・中学校の通学区域一覧”.   名古屋市 (2018年11月10日). 2019年1月14日閲覧。
11. ↑  “平成29年度以降の愛知県公立高等学校（全日制課程）入学者選抜における通学区域並びに群及びグループ分け案について”.   愛知県教育委員会 (2015年2月16日). 2019年1月14日閲覧。
12. ↑  郵便番号簿 平成29年度版 - 日本郵便. 2019年01月06日閲覧 (PDF)

### 書籍
1. 1 2 3  名古屋市北区役所市民室 1979, p. 66.
2. 1 2 3  「角川日本地名大辞典」編纂委員会 1989, p. 1454.

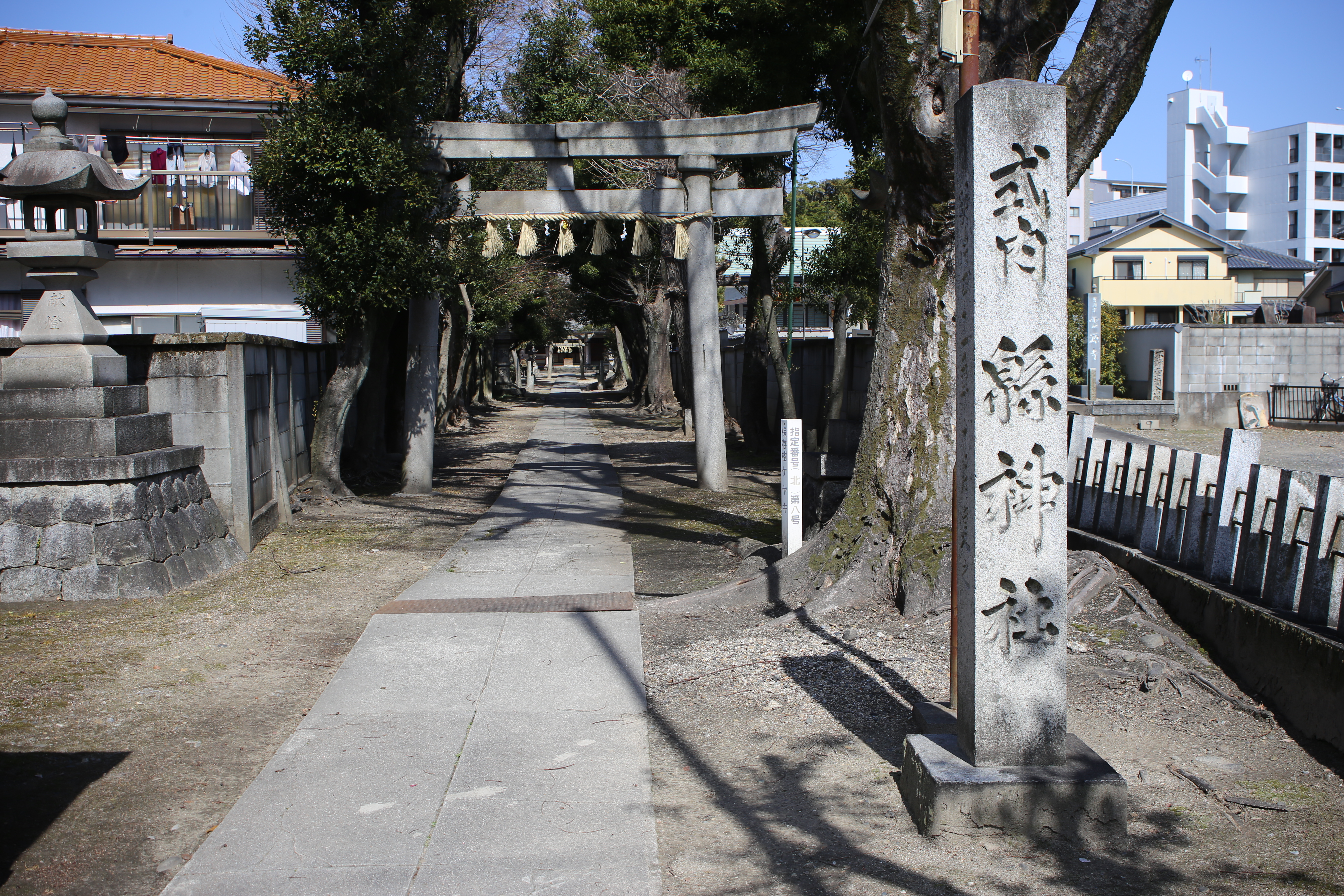
綿神社
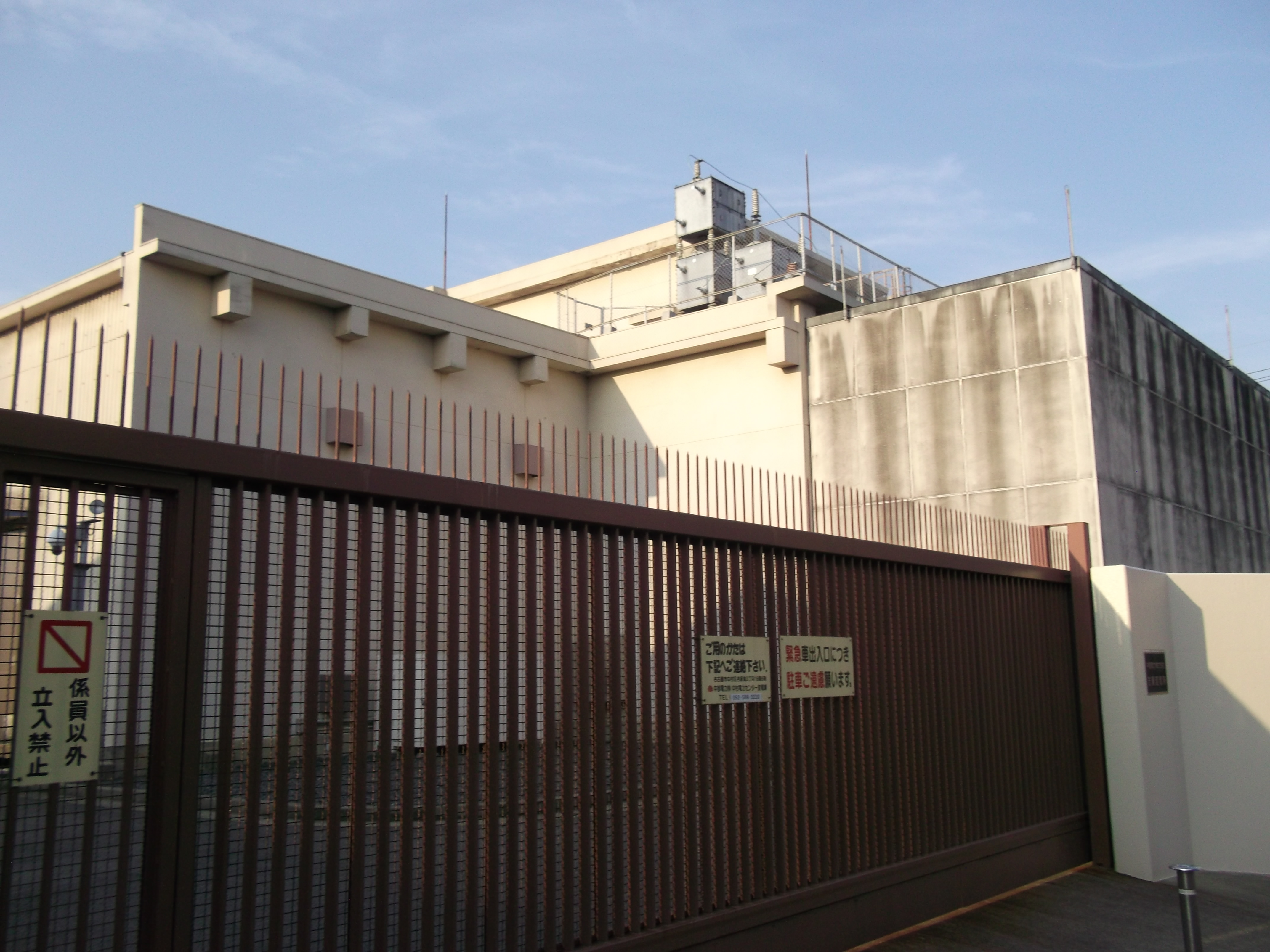
中部電力志賀変電所
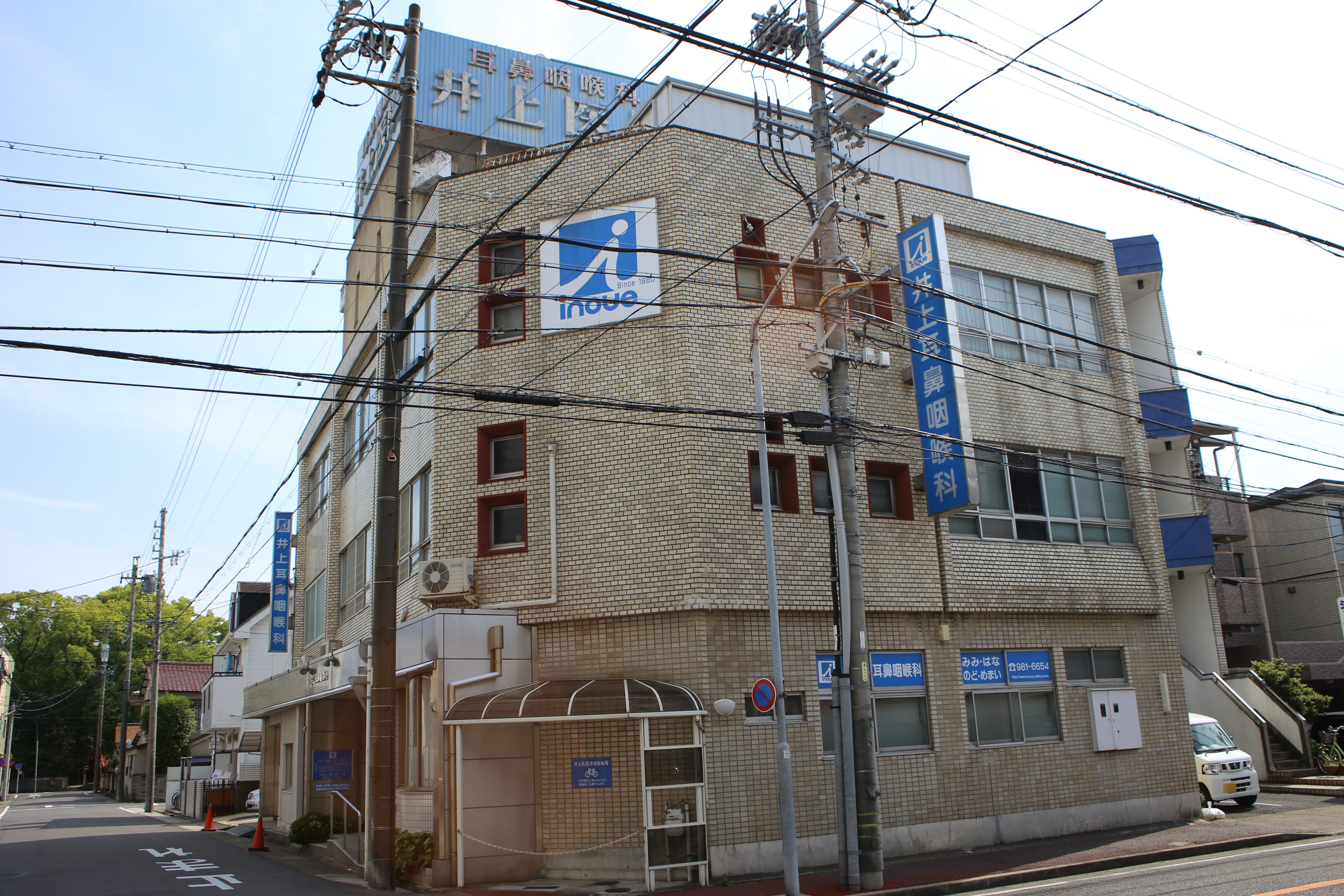
井上耳鼻咽喉科医院

3. ↑  名古屋市北区役所市民室 1979, p. 13.
4. ↑  名古屋市計画局 1992, p. 199.